# Condécourt
Condécourt is een gemeente in het Franse departement Val-d'Oise (regio Île-de-France) en telt 486 inwoners (1999). De plaats maakt deel uit van het arrondissement Pontoise.

## Geografie
De oppervlakte van Condécourt bedraagt 6,9 km², de bevolkingsdichtheid is 70,4 inwoners per km².
De onderstaande kaart toont de ligging van Condécourt met de belangrijkste infrastructuur en aangrenzende gemeenten.

## Demografie
Onderstaande figuur toont het verloop van het inwonertal (bron: INSEE-tellingen).